# Consejo de Presidentes del Comité Permanente de la Asamblea Popular Nacional de China
El Consejo de Presidentes del Comité Permanente de la Asamblea Popular Nacional de China es un órgano que gestiona los asuntos cotidianos del Comité Permanente, el órgano permanente de la Asamblea Popular Nacional de China (APN), el parlamento de la República Popular China. Está compuesto por el presidente, los vicepresidentes y el secretario general de la APN. Se reúne con mayor frecuencia que la APN.

## Potestades
El Consejo de Presidentes está compuesto por el presidente , los vicepresidentes y el secretario general de la Asamblea Popular Nacional de China (APN). De acuerdo con la Constitución de China, el Consejo de Presidentes gestiona el trabajo diario de la Asamblea Popular Nacional (APN). De acuerdo con la Ley Orgánica de la Asamblea Popular Nacional (APN), el trabajo diario incluye:
1. decidir la duración de cada período de sesiones del Comité Permanente, elaborar sus agendas legislativas y proponer sugerencias para ajustar la agenda cuando sea necesario;
2. decidir si los proyectos de ley, propuestas y consultas escritas presentados al Comité Permanente deben remitirse a los comités especiales pertinentes o someterse a sesiones plenarias del Comité Permanente para su deliberación;
3. decidir sobre la remisión o no de proyectos de ley, propuestas, proyectos de decisión y proyectos de resolución a las sesiones plenarias del Comité Permanente, y formular opiniones sobre el tratamiento ulterior de los que aún no se hayan remitido;
4. adoptar los esquemas anuales de trabajo, planes legislativos, planes de supervisión, planes de trabajo de los diputados, planes de tareas especiales, documentos de disciplina y reglas de trabajo, etc. del Comité Permanente;
5. dirigir y coordinar el trabajo diario de los comités especiales; y
6. manejar otros trabajos importantes que le asigna la ley día a día.

El Consejo de Presidentes también propone a los miembros del Presídium de la Asamblea Popular Nacional (APN) y al Secretario General antes de cada sesión de la Asamblea Popular Nacional, la cual es revisada y aprobada por el Comité Permanente. El Consejo de Presidentes también tiene la facultad de presentar proyectos de ley al Comité Permanente, recomendando la destitución de algunos miembros del Consejo de Estado y el nombramiento o destitución de vicepresidentes y miembros de los Comités Especiales de la APN. Al igual que el Comité Permanente de la Asamblea Popular Nacional, el Consejo de Presidentes se reúne en el Gran Salón del Pueblo.

## Lista de presidentes, vicepresidentes y secretarios generales del Comité Permanente de la Asamblea Popular Nacional de China
Partido Comunista de China
     Comité Revolucionario del Kuomintang de China
     Liga Democrática de China
     Asociación Nacional de Construcción Democrática de China
     Asociación China para la Promoción de la Democracia
     Partido Democrático de Campesinos y Trabajadores de China
     Sociedad Jiusan
     Independiente
| N.º | Presidente                                | Presidente                                                                                                   | Presidente           | Duración del mandato                                  | Partido político           | Vicepresidentes                                               | Vicepresidentes                               | Grupo étnico         | Secretario General  | Periodo Legislativo |
| --- | ----------------------------------------- | --- | -------------------- | ----------------------------------------------------- | -------------------------- | ------------------------------------------------------------- | --------------------------------------------- | -------------------- | ------------------- | ------------------- |
| 1   |                                           | | Liu Shaoqi 刘少奇    | 27 de septiembre de 1954 – 27 de abril de 1959        | Partido Comunista de China |                                                               | Soong Ching-ling 宋庆龄                       | Han                  | Peng Zhen 彭真      | I                   |
| 1   |                                           | Lin Boqu 林伯渠                                                                                              | Liu Shaoqi 刘少奇    | 27 de septiembre de 1954 – 27 de abril de 1959        | Partido Comunista de China | Han                                                           |                                               |                      | Peng Zhen 彭真      | I                   |
| 1   |                                           | Li Jishen 李济深                                                                                             | Liu Shaoqi 刘少奇    | 27 de septiembre de 1954 – 27 de abril de 1959        | Partido Comunista de China | Han                                                           |                                               |                      | Peng Zhen 彭真      | I                   |
| 1   |                                           | Zhang Lan 张澜                                                                                               | Liu Shaoqi 刘少奇    | 27 de septiembre de 1954 – 27 de abril de 1959        | Partido Comunista de China | Han                                                           |                                               |                      | Peng Zhen 彭真      | I                   |
| 1   |                                           | Luo Ronghuan 罗荣桓                                                                                          | Liu Shaoqi 刘少奇    | 27 de septiembre de 1954 – 27 de abril de 1959        | Partido Comunista de China | Han                                                           |                                               |                      | Peng Zhen 彭真      | I                   |
| 1   |                                           | Shen Junru 沈钧儒                                                                                            | Liu Shaoqi 刘少奇    | 27 de septiembre de 1954 – 27 de abril de 1959        | Partido Comunista de China | Han                                                           |                                               |                      | Peng Zhen 彭真      | I                   |
| 1   |                                           | Guo Moruo 郭沫若                                                                                             | Liu Shaoqi 刘少奇    | 27 de septiembre de 1954 – 27 de abril de 1959        | Partido Comunista de China | Han                                                           |                                               |                      | Peng Zhen 彭真      | I                   |
| 1   |                                           | Huang Yanpei 黄炎培                                                                                          | Liu Shaoqi 刘少奇    | 27 de septiembre de 1954 – 27 de abril de 1959        | Partido Comunista de China | Han                                                           |                                               |                      | Peng Zhen 彭真      | I                   |
| 1   |                                           | Peng Zhen 彭真                                                                                               | Liu Shaoqi 刘少奇    | 27 de septiembre de 1954 – 27 de abril de 1959        | Partido Comunista de China | Han                                                           |                                               |                      | Peng Zhen 彭真      | I                   |
| 1   |                                           | Li Weihan 李维汉                                                                                             | Liu Shaoqi 刘少奇    | 27 de septiembre de 1954 – 27 de abril de 1959        | Partido Comunista de China | Han                                                           |                                               |                      | Peng Zhen 彭真      | I                   |
| 1   |                                           | Chen Shutong 陈叔通                                                                                          | Liu Shaoqi 刘少奇    | 27 de septiembre de 1954 – 27 de abril de 1959        | Partido Comunista de China | Han                                                           |                                               |                      | Peng Zhen 彭真      | I                   |
| 1   |                                           | Tenzin Gyatso 达赖喇嘛·丹增嘉措                                                                              | Liu Shaoqi 刘少奇    | 27 de septiembre de 1954 – 27 de abril de 1959        | Partido Comunista de China | Tu                                                            |                                               |                      | Peng Zhen 彭真      | I                   |
| 1   |                                           | Saifuddin Azizi سەيپىدىن ئەزىزى 赛福鼎·艾则孜                                                                | Liu Shaoqi 刘少奇    | 27 de septiembre de 1954 – 27 de abril de 1959        | Partido Comunista de China | Uigur                                                         |                                               |                      | Peng Zhen 彭真      | I                   |
| 1   |                                           | Cheng Qian 程潜                                                                                              | Liu Shaoqi 刘少奇    | 27 de septiembre de 1954 – 27 de abril de 1959        | Partido Comunista de China | Han                                                           |                                               |                      | Peng Zhen 彭真      | I                   |
| 2   |                                           | A picture taken by the Soviet Government of Nikolai Shvernik in grey                                         | Zhu De 朱德          | 27 de abril de 1959 – 3 de enero de 1965              | Partido Comunista de China |                                                               | Lin Boqu 林伯渠                               | Han                  | Peng Zhen 彭真      | II                  |
| 2   |                                           | A picture taken by the Soviet Government of Nikolai Shvernik in grey                                         | Zhu De 朱德          | 27 de abril de 1959 – 3 de enero de 1965              | Partido Comunista de China | Li Jishen 李济深                                              | Han                                           |                      | Peng Zhen 彭真      | II                  |
| 2   |                                           | A picture taken by the Soviet Government of Nikolai Shvernik in grey                                         | Zhu De 朱德          | 27 de abril de 1959 – 3 de enero de 1965              | Partido Comunista de China | Luo Ronghuan 罗荣桓                                           | Han                                           |                      | Peng Zhen 彭真      | II                  |
| 2   |                                           | A picture taken by the Soviet Government of Nikolai Shvernik in grey                                         | Zhu De 朱德          | 27 de abril de 1959 – 3 de enero de 1965              | Partido Comunista de China | Shen Junru 沈钧儒                                             | Han                                           |                      | Peng Zhen 彭真      | II                  |
| 2   |                                           | A picture taken by the Soviet Government of Nikolai Shvernik in grey                                         | Zhu De 朱德          | 27 de abril de 1959 – 3 de enero de 1965              | Partido Comunista de China | Guo Moruo 郭沫若                                              | Han                                           |                      | Peng Zhen 彭真      | II                  |
| 2   |                                           | A picture taken by the Soviet Government of Nikolai Shvernik in grey                                         | Zhu De 朱德          | 27 de abril de 1959 – 3 de enero de 1965              | Partido Comunista de China | Huang Yanpei 黄炎培                                           | Han                                           |                      | Peng Zhen 彭真      | II                  |
| 2   |                                           | A picture taken by the Soviet Government of Nikolai Shvernik in grey                                         | Zhu De 朱德          | 27 de abril de 1959 – 3 de enero de 1965              | Partido Comunista de China | Peng Zhen 彭真                                                | Han                                           |                      | Peng Zhen 彭真      | II                  |
| 2   |                                           | A picture taken by the Soviet Government of Nikolai Shvernik in grey                                         | Zhu De 朱德          | 27 de abril de 1959 – 3 de enero de 1965              | Partido Comunista de China | Li Weihan 李维汉                                              | Han                                           |                      | Peng Zhen 彭真      | II                  |
| 2   |                                           | A picture taken by the Soviet Government of Nikolai Shvernik in grey                                         | Zhu De 朱德          | 27 de abril de 1959 – 3 de enero de 1965              | Partido Comunista de China | Chen Shutong 陈叔通                                           | Han                                           |                      | Peng Zhen 彭真      | II                  |
| 2   |                                           | A picture taken by the Soviet Government of Nikolai Shvernik in grey                                         | Zhu De 朱德          | 27 de abril de 1959 – 3 de enero de 1965              | Partido Comunista de China | Tenzin Gyatso 达赖喇嘛·丹增嘉措                               | Tu                                            |                      | Peng Zhen 彭真      | II                  |
| 2   |                                           | A picture taken by the Soviet Government of Nikolai Shvernik in grey                                         | Zhu De 朱德          | 27 de abril de 1959 – 3 de enero de 1965              | Partido Comunista de China | Saifuddin Azizi سەيپىدىن ئەزىزى 赛福鼎·艾则孜                 | Uigur                                         |                      | Peng Zhen 彭真      | II                  |
| 2   |                                           | A picture taken by the Soviet Government of Nikolai Shvernik in grey                                         | Zhu De 朱德          | 27 de abril de 1959 – 3 de enero de 1965              | Partido Comunista de China | Cheng Qian 程潜                                               | Han                                           |                      | Peng Zhen 彭真      | II                  |
| 2   |                                           | A picture taken by the Soviet Government of Nikolai Shvernik in grey                                         | Zhu De 朱德          | 27 de abril de 1959 – 3 de enero de 1965              | Partido Comunista de China | Choekyi Gyaltsen 班禅额尔德尼·却吉坚赞                        | Tibetano                                      |                      | Peng Zhen 彭真      | II                  |
| 2   |                                           | A picture taken by the Soviet Government of Nikolai Shvernik in grey                                         | Zhu De 朱德          | 27 de abril de 1959 – 3 de enero de 1965              | Partido Comunista de China | He Xiangning 何香凝                                           | Han                                           |                      | Peng Zhen 彭真      | II                  |
| 2   |                                           | A picture taken by the Soviet Government of Nikolai Shvernik in grey                                         | Zhu De 朱德          | 27 de abril de 1959 – 3 de enero de 1965              | Partido Comunista de China | Liu Bocheng 刘伯承                                            | Han                                           |                      | Peng Zhen 彭真      | II                  |
| 2   |                                           | A picture taken by the Soviet Government of Nikolai Shvernik in grey                                         | Zhu De 朱德          | 27 de abril de 1959 – 3 de enero de 1965              | Partido Comunista de China | Lin Feng 林枫                                                 | Han                                           |                      | Peng Zhen 彭真      | II                  |
| 2   | 3 de enero de 1965 – 17 de enero de 1975  | A picture taken by the Soviet Government of Nikolai Shvernik in grey                                         | Zhu De 朱德          |                                                       | Partido Comunista de China | Guo Moruo 郭沫若                                              | Han                                           | Liu Ningyi 刘宁一    | III                 |                     |
| 2   | 3 de enero de 1965 – 17 de enero de 1975  | A picture taken by the Soviet Government of Nikolai Shvernik in grey                                         | Zhu De 朱德          |                                                       | Partido Comunista de China | Huang Yanpei 黄炎培                                           | Han                                           | Liu Ningyi 刘宁一    | III                 |                     |
| 2   | 3 de enero de 1965 – 17 de enero de 1975  | A picture taken by the Soviet Government of Nikolai Shvernik in grey                                         | Zhu De 朱德          |                                                       | Partido Comunista de China | Peng Zhen 彭真                                                | Han                                           | Liu Ningyi 刘宁一    | III                 |                     |
| 2   | 3 de enero de 1965 – 17 de enero de 1975  | A picture taken by the Soviet Government of Nikolai Shvernik in grey                                         | Zhu De 朱德          |                                                       | Partido Comunista de China | Chen Shutong 陈叔通                                           | Han                                           | Liu Ningyi 刘宁一    | III                 |                     |
| 2   | 3 de enero de 1965 – 17 de enero de 1975  | A picture taken by the Soviet Government of Nikolai Shvernik in grey                                         | Zhu De 朱德          |                                                       | Partido Comunista de China | Saifuddin Azizi سەيپىدىن ئەزىزى 赛福鼎·艾则孜                 | Uigur                                         | Liu Ningyi 刘宁一    | III                 |                     |
| 2   | 3 de enero de 1965 – 17 de enero de 1975  | A picture taken by the Soviet Government of Nikolai Shvernik in grey                                         | Zhu De 朱德          |                                                       | Partido Comunista de China | Cheng Qian 程潜                                               | Han                                           | Liu Ningyi 刘宁一    | III                 |                     |
| 2   | 3 de enero de 1965 – 17 de enero de 1975  | A picture taken by the Soviet Government of Nikolai Shvernik in grey                                         | Zhu De 朱德          |                                                       | Partido Comunista de China | He Xiangning 何香凝                                           | Han                                           | Liu Ningyi 刘宁一    | III                 |                     |
| 2   | 3 de enero de 1965 – 17 de enero de 1975  | A picture taken by the Soviet Government of Nikolai Shvernik in grey                                         | Zhu De 朱德          |                                                       | Partido Comunista de China | Liu Bocheng 刘伯承                                            | Han                                           | Liu Ningyi 刘宁一    | III                 |                     |
| 2   | 3 de enero de 1965 – 17 de enero de 1975  | A picture taken by the Soviet Government of Nikolai Shvernik in grey                                         | Zhu De 朱德          |                                                       | Partido Comunista de China | Lin Feng 林枫                                                 | Han                                           | Liu Ningyi 刘宁一    | III                 |                     |
| 2   | 3 de enero de 1965 – 17 de enero de 1975  | A picture taken by the Soviet Government of Nikolai Shvernik in grey                                         | Zhu De 朱德          |                                                       | Partido Comunista de China | Li Jingquan 李井泉                                            | Han                                           | Liu Ningyi 刘宁一    | III                 |                     |
| 2   | 3 de enero de 1965 – 17 de enero de 1975  | A picture taken by the Soviet Government of Nikolai Shvernik in grey                                         | Zhu De 朱德          |                                                       | Partido Comunista de China | Kang Sheng 康生                                               | Han                                           | Liu Ningyi 刘宁一    | III                 |                     |
| 2   | 3 de enero de 1965 – 17 de enero de 1975  | A picture taken by the Soviet Government of Nikolai Shvernik in grey                                         | Zhu De 朱德          |                                                       | Partido Comunista de China | Li Xuefeng 李雪峰                                             | Han                                           | Liu Ningyi 刘宁一    | III                 |                     |
| 2   | 3 de enero de 1965 – 17 de enero de 1975  | A picture taken by the Soviet Government of Nikolai Shvernik in grey                                         | Zhu De 朱德          |                                                       | Partido Comunista de China | Xu Xiangqian 徐向前                                           | Han                                           | Liu Ningyi 刘宁一    | III                 |                     |
| 2   | 3 de enero de 1965 – 17 de enero de 1975  | A picture taken by the Soviet Government of Nikolai Shvernik in grey                                         | Zhu De 朱德          |                                                       | Partido Comunista de China | Liu Ningyi 刘宁一                                             | Han                                           | Liu Ningyi 刘宁一    | III                 |                     |
| 2   | 3 de enero de 1965 – 17 de enero de 1975  | A picture taken by the Soviet Government of Nikolai Shvernik in grey                                         | Zhu De 朱德          |                                                       | Partido Comunista de China | Zhang Zhizhong 张治中                                         | Han                                           | Liu Ningyi 刘宁一    | III                 |                     |
| 2   | 3 de enero de 1965 – 17 de enero de 1975  | A picture taken by the Soviet Government of Nikolai Shvernik in grey                                         | Zhu De 朱德          |                                                       | Partido Comunista de China | Ngapoi Ngawang Jigme ང་ཕོད་ངག་དབང་འཇིགས་མེད་ 阿沛·阿旺晋美       | Tibetano                                      | Liu Ningyi 刘宁一    | III                 |                     |
| 2   | 3 de enero de 1965 – 17 de enero de 1975  | A picture taken by the Soviet Government of Nikolai Shvernik in grey                                         | Zhu De 朱德          |                                                       | Partido Comunista de China | Zhou Jianren 周建人                                           | Han                                           | Liu Ningyi 刘宁一    | III                 |                     |
| 2   | 17 de enero de 1975 – 6 de julio de 1976  | A picture taken by the Soviet Government of Nikolai Shvernik in grey                                         | Zhu De 朱德          |                                                       | Partido Comunista de China | Soong Ching-ling 宋庆龄                                       | Han                                           | Ji Pengfei 姬鹏飞    | IV                  |                     |
| 2   | 17 de enero de 1975 – 6 de julio de 1976  | A picture taken by the Soviet Government of Nikolai Shvernik in grey                                         | Zhu De 朱德          |                                                       | Partido Comunista de China | Guo Moruo 郭沫若                                              | Han                                           | Ji Pengfei 姬鹏飞    | IV                  |                     |
| 2   | 17 de enero de 1975 – 6 de julio de 1976  | A picture taken by the Soviet Government of Nikolai Shvernik in grey                                         | Zhu De 朱德          |                                                       | Partido Comunista de China | Saifuddin Azizi سەيپىدىن ئەزىزى 赛福鼎·艾则孜                 | Uigur                                         | Ji Pengfei 姬鹏飞    | IV                  |                     |
| 2   | 17 de enero de 1975 – 6 de julio de 1976  | A picture taken by the Soviet Government of Nikolai Shvernik in grey                                         | Zhu De 朱德          |                                                       | Partido Comunista de China | Liu Bocheng 刘伯承                                            | Han                                           | Ji Pengfei 姬鹏飞    | IV                  |                     |
| 2   | 17 de enero de 1975 – 6 de julio de 1976  | A picture taken by the Soviet Government of Nikolai Shvernik in grey                                         | Zhu De 朱德          |                                                       | Partido Comunista de China | Lin Feng 林枫                                                 | Han                                           | Ji Pengfei 姬鹏飞    | IV                  |                     |
| 2   | 17 de enero de 1975 – 6 de julio de 1976  | A picture taken by the Soviet Government of Nikolai Shvernik in grey                                         | Zhu De 朱德          |                                                       | Partido Comunista de China | Li Jingquan 李井泉                                            | Han                                           | Ji Pengfei 姬鹏飞    | IV                  |                     |
| 2   | 17 de enero de 1975 – 6 de julio de 1976  | A picture taken by the Soviet Government of Nikolai Shvernik in grey                                         | Zhu De 朱德          |                                                       | Partido Comunista de China | Kang Sheng 康生                                               | Han                                           | Ji Pengfei 姬鹏飞    | IV                  |                     |
| 2   | 17 de enero de 1975 – 6 de julio de 1976  | A picture taken by the Soviet Government of Nikolai Shvernik in grey                                         | Zhu De 朱德          |                                                       | Partido Comunista de China | Xu Xiangqian 徐向前                                           | Han                                           | Ji Pengfei 姬鹏飞    | IV                  |                     |
| 2   | 17 de enero de 1975 – 6 de julio de 1976  | A picture taken by the Soviet Government of Nikolai Shvernik in grey                                         | Zhu De 朱德          |                                                       | Partido Comunista de China | Ngapoi Ngawang Jigme ང་ཕོད་ངག་དབང་འཇིགས་མེད་ 阿沛·阿旺晋美       | Tibetano                                      | Ji Pengfei 姬鹏飞    | IV                  |                     |
| 2   | 17 de enero de 1975 – 6 de julio de 1976  | A picture taken by the Soviet Government of Nikolai Shvernik in grey                                         | Zhu De 朱德          |                                                       | Partido Comunista de China | Zhou Jianren 周建人                                           | Han                                           | Ji Pengfei 姬鹏飞    | IV                  |                     |
| 2   | 17 de enero de 1975 – 6 de julio de 1976  | A picture taken by the Soviet Government of Nikolai Shvernik in grey                                         | Zhu De 朱德          |                                                       | Partido Comunista de China | Dong Biwu 董必武                                              | Han                                           | Ji Pengfei 姬鹏飞    | IV                  |                     |
| 2   | 17 de enero de 1975 – 6 de julio de 1976  | A picture taken by the Soviet Government of Nikolai Shvernik in grey                                         | Zhu De 朱德          |                                                       | Partido Comunista de China | Wu De 吴德                                                    | Han                                           | Ji Pengfei 姬鹏飞    | IV                  |                     |
| 2   | 17 de enero de 1975 – 6 de julio de 1976  | A picture taken by the Soviet Government of Nikolai Shvernik in grey                                         | Zhu De 朱德          |                                                       | Partido Comunista de China | Wei Guoqing 韦国清                                            | Zhuang                                        | Ji Pengfei 姬鹏飞    | IV                  |                     |
| 2   | 17 de enero de 1975 – 6 de julio de 1976  | A picture taken by the Soviet Government of Nikolai Shvernik in grey                                         | Zhu De 朱德          |                                                       | Partido Comunista de China | Nie Rongzhen 聂荣臻                                           | Han                                           | Ji Pengfei 姬鹏飞    | IV                  |                     |
| 2   | 17 de enero de 1975 – 6 de julio de 1976  | A picture taken by the Soviet Government of Nikolai Shvernik in grey                                         | Zhu De 朱德          |                                                       | Partido Comunista de China | Chen Yun 陈云                                                 | Han                                           | Ji Pengfei 姬鹏飞    | IV                  |                     |
| 2   | 17 de enero de 1975 – 6 de julio de 1976  | A picture taken by the Soviet Government of Nikolai Shvernik in grey                                         | Zhu De 朱德          |                                                       | Partido Comunista de China | Tan Zhenlin 谭震林                                            | Han                                           | Ji Pengfei 姬鹏飞    | IV                  |                     |
| 2   | 17 de enero de 1975 – 6 de julio de 1976  | A picture taken by the Soviet Government of Nikolai Shvernik in grey                                         | Zhu De 朱德          |                                                       | Partido Comunista de China | Zhang Dingcheng 张鼎丞                                        | Han                                           | Ji Pengfei 姬鹏飞    | IV                  |                     |
| 2   | 17 de enero de 1975 – 6 de julio de 1976  | A picture taken by the Soviet Government of Nikolai Shvernik in grey                                         | Zhu De 朱德          |                                                       | Partido Comunista de China | Cai Chang 蔡畅                                                | Han                                           | Ji Pengfei 姬鹏飞    | IV                  |                     |
| 2   | 17 de enero de 1975 – 6 de julio de 1976  | A picture taken by the Soviet Government of Nikolai Shvernik in grey                                         | Zhu De 朱德          |                                                       | Partido Comunista de China | Ulanhu ᠤᠯᠠᠭᠠᠨᠬᠦᠦ 乌兰夫                                       | Mongol                                        | Ji Pengfei 姬鹏飞    | IV                  |                     |
| 2   | 17 de enero de 1975 – 6 de julio de 1976  | A picture taken by the Soviet Government of Nikolai Shvernik in grey                                         | Zhu De 朱德          |                                                       | Partido Comunista de China | Xu Deheng 许德珩                                              | Han                                           | Ji Pengfei 姬鹏飞    | IV                  |                     |
| 2   | 17 de enero de 1975 – 6 de julio de 1976  | A picture taken by the Soviet Government of Nikolai Shvernik in grey                                         | Zhu De 朱德          |                                                       | Partido Comunista de China | Hu Juewen 胡厥文                                              | Han                                           | Ji Pengfei 姬鹏飞    | IV                  |                     |
| 2   | 17 de enero de 1975 – 6 de julio de 1976  | A picture taken by the Soviet Government of Nikolai Shvernik in grey                                         | Zhu De 朱德          |                                                       | Partido Comunista de China | Li Suwen 李素文                                               | Han                                           | Ji Pengfei 姬鹏飞    | IV                  |                     |
| 2   | 17 de enero de 1975 – 6 de julio de 1976  | A picture taken by the Soviet Government of Nikolai Shvernik in grey                                         | Zhu De 朱德          |                                                       | Partido Comunista de China | Yao Lianwei 姚连蔚                                            | Han                                           | Ji Pengfei 姬鹏飞    | IV                  |                     |
| 2   | 17 de enero de 1975 – 6 de julio de 1976  | A picture taken by the Soviet Government of Nikolai Shvernik in grey                                         | Zhu De 朱德          |                                                       | Partido Comunista de China | Deng Yingchao 邓颖超                                          | Han                                           | Ji Pengfei 姬鹏飞    | IV                  |                     |
| 3   |                                           | A photo taken in 1937 of Kliment Voroshilov                                                                  | Ye Jianying 叶剑英   | 5 de marzo de 1978 – 18 de junio de 1983              | Partido Comunista de China |                                                               | Soong Ching-ling 宋庆龄                       | Ji Pengfei 姬鹏飞    | Han                 | V                   |
| 3   |                                           | A photo taken in 1937 of Kliment Voroshilov                                                                  | Ye Jianying 叶剑英   | 5 de marzo de 1978 – 18 de junio de 1983              | Partido Comunista de China | Guo Moruo 郭沫若                                              | Han                                           | Ji Pengfei 姬鹏飞    |                     | V                   |
| 3   |                                           | A photo taken in 1937 of Kliment Voroshilov                                                                  | Ye Jianying 叶剑英   | 5 de marzo de 1978 – 18 de junio de 1983              | Partido Comunista de China | Peng Zhen 彭真                                                | Han                                           | Peng Zhen 彭真       |                     | V                   |
| 3   |                                           | A photo taken in 1937 of Kliment Voroshilov                                                                  | Ye Jianying 叶剑英   | 5 de marzo de 1978 – 18 de junio de 1983              | Partido Comunista de China | Saifuddin Azizi سەيپىدىن ئەزىزى 赛福鼎·艾则孜                 | Uigur                                         | Peng Zhen 彭真       |                     | V                   |
| 3   |                                           | A photo taken in 1937 of Kliment Voroshilov                                                                  | Ye Jianying 叶剑英   | 5 de marzo de 1978 – 18 de junio de 1983              | Partido Comunista de China | Choekyi Gyaltsen 班禅额尔德尼·却吉坚赞                        | Tibetano                                      | Peng Zhen 彭真       |                     | V                   |
| 3   |                                           | A photo taken in 1937 of Kliment Voroshilov                                                                  | Ye Jianying 叶剑英   | 5 de marzo de 1978 – 18 de junio de 1983              | Partido Comunista de China | Liu Bocheng 刘伯承                                            | Han                                           | Peng Zhen 彭真       |                     | V                   |
| 3   |                                           | A photo taken in 1937 of Kliment Voroshilov                                                                  | Ye Jianying 叶剑英   | 5 de marzo de 1978 – 18 de junio de 1983              | Partido Comunista de China | Li Jingquan 李井泉                                            | Han                                           | Peng Zhen 彭真       |                     | V                   |
| 3   |                                           | A photo taken in 1937 of Kliment Voroshilov                                                                  | Ye Jianying 叶剑英   | 5 de marzo de 1978 – 18 de junio de 1983              | Partido Comunista de China | Ngapoi Ngawang Jigme ང་ཕོད་ངག་དབང་འཇིགས་མེད་ 阿沛·阿旺晋美       | Tibetano                                      | Peng Zhen 彭真       |                     | V                   |
| 3   |                                           | A photo taken in 1937 of Kliment Voroshilov                                                                  | Ye Jianying 叶剑英   | 5 de marzo de 1978 – 18 de junio de 1983              | Partido Comunista de China | Zhou Jianren 周建人                                           | Han                                           | Peng Zhen 彭真       |                     | V                   |
| 3   |                                           | A photo taken in 1937 of Kliment Voroshilov                                                                  | Ye Jianying 叶剑英   | 5 de marzo de 1978 – 18 de junio de 1983              | Partido Comunista de China | Wu De 吴德                                                    | Han                                           | Peng Zhen 彭真       |                     | V                   |
| 3   |                                           | A photo taken in 1937 of Kliment Voroshilov                                                                  | Ye Jianying 叶剑英   | 5 de marzo de 1978 – 18 de junio de 1983              | Partido Comunista de China | Wei Guoqing 韦国清                                            | Zhuang                                        | Peng Zhen 彭真       |                     | V                   |
| 3   |                                           | A photo taken in 1937 of Kliment Voroshilov                                                                  | Ye Jianying 叶剑英   | 5 de marzo de 1978 – 18 de junio de 1983              | Partido Comunista de China | Nie Rongzhen 聂荣臻                                           | Han                                           | Peng Zhen 彭真       |                     | V                   |
| 3   |                                           | A photo taken in 1937 of Kliment Voroshilov                                                                  | Ye Jianying 叶剑英   | 5 de marzo de 1978 – 18 de junio de 1983              | Partido Comunista de China | Chen Yun 陈云                                                 | Han                                           | Peng Zhen 彭真       |                     | V                   |
| 3   |                                           | A photo taken in 1937 of Kliment Voroshilov                                                                  | Ye Jianying 叶剑英   | 5 de marzo de 1978 – 18 de junio de 1983              | Partido Comunista de China | Tan Zhenlin 谭震林                                            | Han                                           | Peng Zhen 彭真       |                     | V                   |
| 3   |                                           | A photo taken in 1937 of Kliment Voroshilov                                                                  | Ye Jianying 叶剑英   | 5 de marzo de 1978 – 18 de junio de 1983              | Partido Comunista de China | Zhang Dingcheng 张鼎丞                                        | Han                                           | Peng Zhen 彭真       |                     | V                   |
| 3   |                                           | A photo taken in 1937 of Kliment Voroshilov                                                                  | Ye Jianying 叶剑英   | 5 de marzo de 1978 – 18 de junio de 1983              | Partido Comunista de China | Cai Chang 蔡畅                                                | Han                                           | Peng Zhen 彭真       |                     | V                   |
| 3   |                                           | A photo taken in 1937 of Kliment Voroshilov                                                                  | Ye Jianying 叶剑英   | 5 de marzo de 1978 – 18 de junio de 1983              | Partido Comunista de China | Ulanhu ᠤᠯᠠᠭᠠᠨᠬᠦᠦ 乌兰夫                                       | Mongol                                        | Yang Shangkun 杨尚昆 |                     | V                   |
| 3   |                                           | A photo taken in 1937 of Kliment Voroshilov                                                                  | Ye Jianying 叶剑英   | 5 de marzo de 1978 – 18 de junio de 1983              | Partido Comunista de China | Xu Deheng 许德珩                                              | Han                                           | Yang Shangkun 杨尚昆 |                     | V                   |
| 3   |                                           | A photo taken in 1937 of Kliment Voroshilov                                                                  | Ye Jianying 叶剑英   | 5 de marzo de 1978 – 18 de junio de 1983              | Partido Comunista de China | Hu Juewen 胡厥文                                              | Han                                           | Yang Shangkun 杨尚昆 |                     | V                   |
| 3   |                                           | A photo taken in 1937 of Kliment Voroshilov                                                                  | Ye Jianying 叶剑英   | 5 de marzo de 1978 – 18 de junio de 1983              | Partido Comunista de China | Deng Yingchao 邓颖超                                          | Han                                           | Yang Shangkun 杨尚昆 |                     | V                   |
| 3   |                                           | A photo taken in 1937 of Kliment Voroshilov                                                                  | Ye Jianying 叶剑英   | 5 de marzo de 1978 – 18 de junio de 1983              | Partido Comunista de China | Liao Chengzhi 廖承志                                          | Han                                           | Yang Shangkun 杨尚昆 |                     | V                   |
| 3   |                                           | A photo taken in 1937 of Kliment Voroshilov                                                                  | Ye Jianying 叶剑英   | 5 de marzo de 1978 – 18 de junio de 1983              | Partido Comunista de China | Ji Pengfei 姬鹏飞                                             | Han                                           | Yang Shangkun 杨尚昆 |                     | V                   |
| 3   |                                           | A photo taken in 1937 of Kliment Voroshilov                                                                  | Ye Jianying 叶剑英   | 5 de marzo de 1978 – 18 de junio de 1983              | Partido Comunista de China | Xiao Jinguang 萧劲光                                          | Han                                           | Yang Shangkun 杨尚昆 |                     | V                   |
| 3   |                                           | A photo taken in 1937 of Kliment Voroshilov                                                                  | Ye Jianying 叶剑英   | 5 de marzo de 1978 – 18 de junio de 1983              | Partido Comunista de China | Zhu Yunshan 朱蕴山                                            | Han                                           | Yang Shangkun 杨尚昆 |                     | V                   |
| 3   |                                           | A photo taken in 1937 of Kliment Voroshilov                                                                  | Ye Jianying 叶剑英   | 5 de marzo de 1978 – 18 de junio de 1983              | Partido Comunista de China | Shi Liang 史良                                                | Han                                           | Yang Shangkun 杨尚昆 |                     | V                   |
| 3   |                                           | A photo taken in 1937 of Kliment Voroshilov                                                                  | Ye Jianying 叶剑英   | 5 de marzo de 1978 – 18 de junio de 1983              | Partido Comunista de China | Peng Chong 彭冲                                               | Han                                           | Yang Shangkun 杨尚昆 |                     | V                   |
| 3   |                                           | A photo taken in 1937 of Kliment Voroshilov                                                                  | Ye Jianying 叶剑英   | 5 de marzo de 1978 – 18 de junio de 1983              | Partido Comunista de China | Xi Zhongxun 习仲勋                                            | Han                                           | Yang Shangkun 杨尚昆 |                     | V                   |
| 3   |                                           | A photo taken in 1937 of Kliment Voroshilov                                                                  | Ye Jianying 叶剑英   | 5 de marzo de 1978 – 18 de junio de 1983              | Partido Comunista de China | Su Yu 粟裕                                                    | Dong                                          | Yang Shangkun 杨尚昆 |                     | V                   |
| 3   |                                           | A photo taken in 1937 of Kliment Voroshilov                                                                  | Ye Jianying 叶剑英   | 5 de marzo de 1978 – 18 de junio de 1983              | Partido Comunista de China | Yang Shangkun 杨尚昆                                          | Han                                           | Yang Shangkun 杨尚昆 |                     | V                   |
| 3   |                                           | A photo taken in 1937 of Kliment Voroshilov                                                                  | Ye Jianying 叶剑英   | 5 de marzo de 1978 – 18 de junio de 1983              | Partido Comunista de China | Zhu Xuefan 朱学范                                             | Han                                           | Yang Shangkun 杨尚昆 |                     | V                   |
| 4   |                                           | | Peng Zhen 彭真       | 18 de junio de 1983 – 8 de abril de 1988              | Partido Comunista de China |                                                               | Saifuddin Azizi سەيپىدىن ئەزىزى 赛福鼎·艾则孜 | Uigur                | Wang Hanbin 王汉斌  | VI                  |
| 4   |                                           | Choekyi Gyaltsen 班禅额尔德尼·却吉坚赞                                                                       | Peng Zhen 彭真       | 18 de junio de 1983 – 8 de abril de 1988              | Partido Comunista de China | Tibetano                                                      |                                               |                      | Wang Hanbin 王汉斌  | VI                  |
| 4   |                                           | Ngapoi Ngawang Jigme ང་ཕོད་ངག་དབང་འཇིགས་མེད་ 阿沛·阿旺晋美                                                      | Peng Zhen 彭真       | 18 de junio de 1983 – 8 de abril de 1988              | Partido Comunista de China | Tibetano                                                      |                                               |                      | Wang Hanbin 王汉斌  | VI                  |
| 4   |                                           | Wei Guoqing 韦国清                                                                                           | Peng Zhen 彭真       | 18 de junio de 1983 – 8 de abril de 1988              | Partido Comunista de China | Zhuang                                                        |                                               |                      | Wang Hanbin 王汉斌  | VI                  |
| 4   |                                           | Xu Deheng 许德珩                                                                                             | Peng Zhen 彭真       | 18 de junio de 1983 – 8 de abril de 1988              | Partido Comunista de China | Han                                                           |                                               |                      | Wang Hanbin 王汉斌  | VI                  |
| 4   |                                           | Hu Juewen 胡厥文                                                                                             | Peng Zhen 彭真       | 18 de junio de 1983 – 8 de abril de 1988              | Partido Comunista de China | Han                                                           |                                               |                      | Wang Hanbin 王汉斌  | VI                  |
| 4   |                                           | Shi Liang 史良                                                                                               | Peng Zhen 彭真       | 18 de junio de 1983 – 8 de abril de 1988              | Partido Comunista de China | Han                                                           |                                               |                      | Wang Hanbin 王汉斌  | VI                  |
| 4   |                                           | Peng Chong 彭冲                                                                                              | Peng Zhen 彭真       | 18 de junio de 1983 – 8 de abril de 1988              | Partido Comunista de China | Han                                                           |                                               |                      | Wang Hanbin 王汉斌  | VI                  |
| 4   |                                           | Chen Pixian 陈丕显                                                                                           | Peng Zhen 彭真       | 18 de junio de 1983 – 8 de abril de 1988              | Partido Comunista de China | Han                                                           |                                               |                      | Wang Hanbin 王汉斌  | VI                  |
| 4   |                                           | Geng Biao 耿飚                                                                                               | Peng Zhen 彭真       | 18 de junio de 1983 – 8 de abril de 1988              | Partido Comunista de China | Han                                                           |                                               |                      | Wang Hanbin 王汉斌  | VI                  |
| 4   |                                           | Wang Renzhong 王任重                                                                                         | Peng Zhen 彭真       | 18 de junio de 1983 – 8 de abril de 1988              | Partido Comunista de China | Han                                                           |                                               |                      | Wang Hanbin 王汉斌  | VI                  |
| 4   |                                           | Zhou Gucheng 周谷城                                                                                          | Peng Zhen 彭真       | 18 de junio de 1983 – 8 de abril de 1988              | Partido Comunista de China | Han                                                           |                                               |                      | Wang Hanbin 王汉斌  | VI                  |
| 4   |                                           | Yan Jici 严济慈                                                                                              | Peng Zhen 彭真       | 18 de junio de 1983 – 8 de abril de 1988              | Partido Comunista de China | Han                                                           |                                               |                      | Wang Hanbin 王汉斌  | VI                  |
| 4   |                                           | Hu Yuzhi 胡愈之                                                                                              | Peng Zhen 彭真       | 18 de junio de 1983 – 8 de abril de 1988              | Partido Comunista de China | Han                                                           |                                               |                      | Wang Hanbin 王汉斌  | VI                  |
| 4   |                                           | Rong Yiren 荣毅仁                                                                                            | Peng Zhen 彭真       | 18 de junio de 1983 – 8 de abril de 1988              | Partido Comunista de China | Han                                                           |                                               |                      | Wang Hanbin 王汉斌  | VI                  |
| 4   |                                           | Ye Fei 叶飞                                                                                                  | Peng Zhen 彭真       | 18 de junio de 1983 – 8 de abril de 1988              | Partido Comunista de China | Han                                                           |                                               |                      | Wang Hanbin 王汉斌  | VI                  |
| 4   |                                           | Liao Hansheng 廖汉生                                                                                         | Peng Zhen 彭真       | 18 de junio de 1983 – 8 de abril de 1988              | Partido Comunista de China | Han                                                           |                                               |                      | Wang Hanbin 王汉斌  | VI                  |
| 4   |                                           | Han Xianchu 韩先楚                                                                                           | Peng Zhen 彭真       | 18 de junio de 1983 – 8 de abril de 1988              | Partido Comunista de China | Han                                                           |                                               |                      | Wang Hanbin 王汉斌  | VI                  |
| 4   |                                           | Huang Hua 黄华                                                                                               | Peng Zhen 彭真       | 18 de junio de 1983 – 8 de abril de 1988              | Partido Comunista de China | Han                                                           |                                               |                      | Wang Hanbin 王汉斌  | VI                  |
| 4   |                                           | Chu Tunan 楚图南                                                                                             | Peng Zhen 彭真       | 18 de junio de 1983 – 8 de abril de 1988              | Partido Comunista de China | Han                                                           |                                               |                      | Wang Hanbin 王汉斌  | VI                  |
| 5   |                                           | The photo depicts Anastas Mikoyan as seen on his state visit to the German Democratic Republic in April 1954 | Wan Li 万里          | 8 de abril de 1988 – 27 de marzo de 1993              | Partido Comunista de China |                                                               | Saifuddin Azizi سەيپىدىن ئەزىزى 赛福鼎·艾则孜 | Uigur                | Peng Chong 彭冲     | VII                 |
| 5   |                                           | The photo depicts Anastas Mikoyan as seen on his state visit to the German Democratic Republic in April 1954 | Wan Li 万里          | 8 de abril de 1988 – 27 de marzo de 1993              | Partido Comunista de China | Choekyi Gyaltsen 班禅额尔德尼·却吉坚赞                        | Tibetano                                      |                      | Peng Chong 彭冲     | VII                 |
| 5   |                                           | The photo depicts Anastas Mikoyan as seen on his state visit to the German Democratic Republic in April 1954 | Wan Li 万里          | 8 de abril de 1988 – 27 de marzo de 1993              | Partido Comunista de China | Ngapoi Ngawang Jigme ང་ཕོད་ངག་དབང་འཇིགས་མེད་ 阿沛·阿旺晋美       | Tibetano                                      |                      | Peng Chong 彭冲     | VII                 |
| 5   |                                           | The photo depicts Anastas Mikoyan as seen on his state visit to the German Democratic Republic in April 1954 | Wan Li 万里          | 8 de abril de 1988 – 27 de marzo de 1993              | Partido Comunista de China | Wei Guoqing 韦国清                                            | Zhuang                                        |                      | Peng Chong 彭冲     | VII                 |
| 5   |                                           | The photo depicts Anastas Mikoyan as seen on his state visit to the German Democratic Republic in April 1954 | Wan Li 万里          | 8 de abril de 1988 – 27 de marzo de 1993              | Partido Comunista de China | Ulanhu ᠤᠯᠠᠭᠠᠨᠬᠦᠦ 乌兰夫                                       | Mongol                                        |                      | Peng Chong 彭冲     | VII                 |
| 5   |                                           | The photo depicts Anastas Mikoyan as seen on his state visit to the German Democratic Republic in April 1954 | Wan Li 万里          | 8 de abril de 1988 – 27 de marzo de 1993              | Partido Comunista de China | Peng Chong 彭冲                                               | Han                                           |                      | Peng Chong 彭冲     | VII                 |
| 5   |                                           | The photo depicts Anastas Mikoyan as seen on his state visit to the German Democratic Republic in April 1954 | Wan Li 万里          | 8 de abril de 1988 – 27 de marzo de 1993              | Partido Comunista de China | Xi Zhongxun 习仲勋                                            | Han                                           |                      | Peng Chong 彭冲     | VII                 |
| 5   |                                           | The photo depicts Anastas Mikoyan as seen on his state visit to the German Democratic Republic in April 1954 | Wan Li 万里          | 8 de abril de 1988 – 27 de marzo de 1993              | Partido Comunista de China | Zhou Gucheng 周谷城                                           | Han                                           |                      | Peng Chong 彭冲     | VII                 |
| 5   |                                           | The photo depicts Anastas Mikoyan as seen on his state visit to the German Democratic Republic in April 1954 | Wan Li 万里          | 8 de abril de 1988 – 27 de marzo de 1993              | Partido Comunista de China | Yan Jici 严济慈                                               | Han                                           |                      | Peng Chong 彭冲     | VII                 |
| 5   |                                           | The photo depicts Anastas Mikoyan as seen on his state visit to the German Democratic Republic in April 1954 | Wan Li 万里          | 8 de abril de 1988 – 27 de marzo de 1993              | Partido Comunista de China | Rong Yiren 荣毅仁                                             | Han                                           |                      | Peng Chong 彭冲     | VII                 |
| 5   |                                           | The photo depicts Anastas Mikoyan as seen on his state visit to the German Democratic Republic in April 1954 | Wan Li 万里          | 8 de abril de 1988 – 27 de marzo de 1993              | Partido Comunista de China | Ye Fei 叶飞                                                   | Han                                           |                      | Peng Chong 彭冲     | VII                 |
| 5   |                                           | The photo depicts Anastas Mikoyan as seen on his state visit to the German Democratic Republic in April 1954 | Wan Li 万里          | 8 de abril de 1988 – 27 de marzo de 1993              | Partido Comunista de China | Liao Hansheng 廖汉生                                          | Han                                           |                      | Peng Chong 彭冲     | VII                 |
| 5   |                                           | The photo depicts Anastas Mikoyan as seen on his state visit to the German Democratic Republic in April 1954 | Wan Li 万里          | 8 de abril de 1988 – 27 de marzo de 1993              | Partido Comunista de China | Ni Zhifu 倪志福                                               | Han                                           |                      | Peng Chong 彭冲     | VII                 |
| 5   |                                           | The photo depicts Anastas Mikoyan as seen on his state visit to the German Democratic Republic in April 1954 | Wan Li 万里          | 8 de abril de 1988 – 27 de marzo de 1993              | Partido Comunista de China | Chen Muhua 陈慕华                                             | Han                                           |                      | Peng Chong 彭冲     | VII                 |
| 5   |                                           | The photo depicts Anastas Mikoyan as seen on his state visit to the German Democratic Republic in April 1954 | Wan Li 万里          | 8 de abril de 1988 – 27 de marzo de 1993              | Partido Comunista de China | Fei Xiaotong 费孝通                                           | Han                                           |                      | Peng Chong 彭冲     | VII                 |
| 5   |                                           | The photo depicts Anastas Mikoyan as seen on his state visit to the German Democratic Republic in April 1954 | Wan Li 万里          | 8 de abril de 1988 – 27 de marzo de 1993              | Partido Comunista de China | Sun Qimeng 孙起孟                                             | Han                                           |                      | Peng Chong 彭冲     | VII                 |
| 5   |                                           | The photo depicts Anastas Mikoyan as seen on his state visit to the German Democratic Republic in April 1954 | Wan Li 万里          | 8 de abril de 1988 – 27 de marzo de 1993              | Partido Comunista de China | Lei Jieqiong 雷洁琼                                           | Han                                           |                      | Peng Chong 彭冲     | VII                 |
| 5   |                                           | The photo depicts Anastas Mikoyan as seen on his state visit to the German Democratic Republic in April 1954 | Wan Li 万里          | 8 de abril de 1988 – 27 de marzo de 1993              | Partido Comunista de China | Wang Hanbin 王汉斌                                            | Han                                           |                      | Peng Chong 彭冲     | VII                 |
| 6   |                                           | The photo depicts Anastas Mikoyan as seen on his state visit to the German Democratic Republic in April 1954 | Qiao Shi 乔石        | 27 de marzo de 1993 – 16 de marzo de 1998             | Partido Comunista de China |                                                               | Ni Zhifu 倪志福                               | Han                  | Cao Zhi 曹志        | VIII                |
| 6   |                                           | The photo depicts Anastas Mikoyan as seen on his state visit to the German Democratic Republic in April 1954 | Qiao Shi 乔石        | 27 de marzo de 1993 – 16 de marzo de 1998             | Partido Comunista de China | Chen Muhua 陈慕华                                             | Han                                           |                      | Cao Zhi 曹志        | VIII                |
| 6   |                                           | The photo depicts Anastas Mikoyan as seen on his state visit to the German Democratic Republic in April 1954 | Qiao Shi 乔石        | 27 de marzo de 1993 – 16 de marzo de 1998             | Partido Comunista de China | Fei Xiaotong 费孝通                                           | Han                                           |                      | Cao Zhi 曹志        | VIII                |
| 6   |                                           | The photo depicts Anastas Mikoyan as seen on his state visit to the German Democratic Republic in April 1954 | Qiao Shi 乔石        | 27 de marzo de 1993 – 16 de marzo de 1998             | Partido Comunista de China | Sun Qimeng 孙起孟                                             | Han                                           |                      | Cao Zhi 曹志        | VIII                |
| 6   |                                           | The photo depicts Anastas Mikoyan as seen on his state visit to the German Democratic Republic in April 1954 | Qiao Shi 乔石        | 27 de marzo de 1993 – 16 de marzo de 1998             | Partido Comunista de China | Lei Jieqiong 雷洁琼                                           | Han                                           |                      | Cao Zhi 曹志        | VIII                |
| 6   |                                           | The photo depicts Anastas Mikoyan as seen on his state visit to the German Democratic Republic in April 1954 | Qiao Shi 乔石        | 27 de marzo de 1993 – 16 de marzo de 1998             | Partido Comunista de China | Wang Hanbin 王汉斌                                            | Han                                           |                      | Cao Zhi 曹志        | VIII                |
| 6   |                                           | The photo depicts Anastas Mikoyan as seen on his state visit to the German Democratic Republic in April 1954 | Qiao Shi 乔石        | 27 de marzo de 1993 – 16 de marzo de 1998             | Partido Comunista de China | Tian Jiyun 田纪云                                             | Han                                           |                      | Cao Zhi 曹志        | VIII                |
| 6   |                                           | The photo depicts Anastas Mikoyan as seen on his state visit to the German Democratic Republic in April 1954 | Qiao Shi 乔石        | 27 de marzo de 1993 – 16 de marzo de 1998             | Partido Comunista de China | Qin Jiwei 秦基伟                                              | Han                                           |                      | Cao Zhi 曹志        | VIII                |
| 6   |                                           | The photo depicts Anastas Mikoyan as seen on his state visit to the German Democratic Republic in April 1954 | Qiao Shi 乔石        | 27 de marzo de 1993 – 16 de marzo de 1998             | Partido Comunista de China | Li Ximing 李锡铭                                              | Han                                           |                      | Cao Zhi 曹志        | VIII                |
| 6   |                                           | The photo depicts Anastas Mikoyan as seen on his state visit to the German Democratic Republic in April 1954 | Qiao Shi 乔石        | 27 de marzo de 1993 – 16 de marzo de 1998             | Partido Comunista de China | Wang Bingqian 王丙乾                                          | Han                                           |                      | Cao Zhi 曹志        | VIII                |
| 6   |                                           | The photo depicts Anastas Mikoyan as seen on his state visit to the German Democratic Republic in April 1954 | Qiao Shi 乔石        | 27 de marzo de 1993 – 16 de marzo de 1998             | Partido Comunista de China | Pagbalha Geleg Namgyai འཕགས་པ་ལྷ་དགེ་ལེགས་རྣམ་རྒྱལ་ 帕巴拉·格列朗杰 | Tibetano                                      |                      | Cao Zhi 曹志        | VIII                |
| 6   |                                           | The photo depicts Anastas Mikoyan as seen on his state visit to the German Democratic Republic in April 1954 | Qiao Shi 乔石        | 27 de marzo de 1993 – 16 de marzo de 1998             | Partido Comunista de China | Wang Guangying 王光英                                         | Han                                           |                      | Cao Zhi 曹志        | VIII                |
| 6   |                                           | The photo depicts Anastas Mikoyan as seen on his state visit to the German Democratic Republic in April 1954 | Qiao Shi 乔石        | 27 de marzo de 1993 – 16 de marzo de 1998             | Partido Comunista de China | Cheng Siyuan 程思远                                           | Han                                           |                      | Cao Zhi 曹志        | VIII                |
| 6   |                                           | The photo depicts Anastas Mikoyan as seen on his state visit to the German Democratic Republic in April 1954 | Qiao Shi 乔石        | 27 de marzo de 1993 – 16 de marzo de 1998             | Partido Comunista de China | Lu Jiaxi 卢嘉锡                                               | Han                                           |                      | Cao Zhi 曹志        | VIII                |
| 6   |                                           | The photo depicts Anastas Mikoyan as seen on his state visit to the German Democratic Republic in April 1954 | Qiao Shi 乔石        | 27 de marzo de 1993 – 16 de marzo de 1998             | Partido Comunista de China | Buhe ᠪᠥᠭᠡ 布赫                                                | Mongol                                        |                      | Cao Zhi 曹志        | VIII                |
| 6   |                                           | The photo depicts Anastas Mikoyan as seen on his state visit to the German Democratic Republic in April 1954 | Qiao Shi 乔石        | 27 de marzo de 1993 – 16 de marzo de 1998             | Partido Comunista de China | Tömür Dawamat تۆمۈرداۋامەت 铁木尔·达瓦买提                    | Uigur                                         |                      | Cao Zhi 曹志        | VIII                |
| 6   |                                           | The photo depicts Anastas Mikoyan as seen on his state visit to the German Democratic Republic in April 1954 | Qiao Shi 乔石        | 27 de marzo de 1993 – 16 de marzo de 1998             | Partido Comunista de China | Gan Ku 甘苦                                                   | Han                                           |                      | Cao Zhi 曹志        | VIII                |
| 6   |                                           | The photo depicts Anastas Mikoyan as seen on his state visit to the German Democratic Republic in April 1954 | Qiao Shi 乔石        | 27 de marzo de 1993 – 16 de marzo de 1998             | Partido Comunista de China | Li Peiyao 李沛瑶                                              | Han                                           |                      | Cao Zhi 曹志        | VIII                |
| 6   |                                           | The photo depicts Anastas Mikoyan as seen on his state visit to the German Democratic Republic in April 1954 | Qiao Shi 乔石        | 27 de marzo de 1993 – 16 de marzo de 1998             | Partido Comunista de China | Wu Jieping 吴阶平                                             | Han                                           |                      | Cao Zhi 曹志        | VIII                |
| 7   |                                           | | Li Peng 李鹏         | 16 de marzo de 1998 – 15 de marzo de 2003             | Partido Comunista de China |                                                               | Tian Jiyun 田纪云                             | Han                  | He Chunlin 何椿霖   | IX                  |
| 7   |                                           | Qin Jiwei 秦基伟                                                                                             | Li Peng 李鹏         | 16 de marzo de 1998 – 15 de marzo de 2003             | Partido Comunista de China | Han                                                           |                                               |                      | He Chunlin 何椿霖   | IX                  |
| 7   |                                           | Pagbalha Geleg Namgyai འཕགས་པ་ལྷ་དགེ་ལེགས་རྣམ་རྒྱལ་ 帕巴拉·格列朗杰                                                | Li Peng 李鹏         | 16 de marzo de 1998 – 15 de marzo de 2003             | Partido Comunista de China | Tibetano                                                      |                                               |                      | He Chunlin 何椿霖   | IX                  |
| 7   |                                           | Wang Guangying 王光英                                                                                        | Li Peng 李鹏         | 16 de marzo de 1998 – 15 de marzo de 2003             | Partido Comunista de China | Han                                                           |                                               |                      | He Chunlin 何椿霖   | IX                  |
| 7   |                                           | Cheng Siyuan 程思远                                                                                          | Li Peng 李鹏         | 16 de marzo de 1998 – 15 de marzo de 2003             | Partido Comunista de China | Han                                                           |                                               |                      | He Chunlin 何椿霖   | IX                  |
| 7   |                                           | Buhe ᠪᠥᠭᠡ 布赫                                                                                               | Li Peng 李鹏         | 16 de marzo de 1998 – 15 de marzo de 2003             | Partido Comunista de China | Mongol                                                        |                                               |                      | He Chunlin 何椿霖   | IX                  |
| 7   |                                           | Tömür Dawamat تۆمۈرداۋامەت 铁木尔·达瓦买提                                                                   | Li Peng 李鹏         | 16 de marzo de 1998 – 15 de marzo de 2003             | Partido Comunista de China | Uigur                                                         |                                               |                      | He Chunlin 何椿霖   | IX                  |
| 7   |                                           | Wu Jieping 吴阶平                                                                                            | Li Peng 李鹏         | 16 de marzo de 1998 – 15 de marzo de 2003             | Partido Comunista de China | Han                                                           |                                               |                      | He Chunlin 何椿霖   | IX                  |
| 7   |                                           | Xie Fei 谢非                                                                                                 | Li Peng 李鹏         | 16 de marzo de 1998 – 15 de marzo de 2003             | Partido Comunista de China | Han                                                           |                                               |                      | He Chunlin 何椿霖   | IX                  |
| 7   |                                           | Jiang Chunyun 姜春云                                                                                         | Li Peng 李鹏         | 16 de marzo de 1998 – 15 de marzo de 2003             | Partido Comunista de China | Han                                                           |                                               |                      | He Chunlin 何椿霖   | IX                  |
| 7   |                                           | Zou Jiahua 邹家华                                                                                            | Li Peng 李鹏         | 16 de marzo de 1998 – 15 de marzo de 2003             | Partido Comunista de China | Han                                                           |                                               |                      | He Chunlin 何椿霖   | IX                  |
| 7   |                                           | Peng Peiyun 彭珮云                                                                                           | Li Peng 李鹏         | 16 de marzo de 1998 – 15 de marzo de 2003             | Partido Comunista de China | Han                                                           |                                               |                      | He Chunlin 何椿霖   | IX                  |
| 7   |                                           | He Luli 何鲁丽                                                                                               | Li Peng 李鹏         | 16 de marzo de 1998 – 15 de marzo de 2003             | Partido Comunista de China | Han                                                           |                                               |                      | He Chunlin 何椿霖   | IX                  |
| 7   |                                           | Zhou Guangzhao 周光召                                                                                        | Li Peng 李鹏         | 16 de marzo de 1998 – 15 de marzo de 2003             | Partido Comunista de China | Han                                                           |                                               |                      | He Chunlin 何椿霖   | IX                  |
| 7   |                                           | Cheng Kejie 成克杰                                                                                           | Li Peng 李鹏         | 16 de marzo de 1998 – 15 de marzo de 2003             | Partido Comunista de China | Zhuang                                                        |                                               |                      | He Chunlin 何椿霖   | IX                  |
| 7   |                                           | Cao Zhi 曹志                                                                                                 | Li Peng 李鹏         | 16 de marzo de 1998 – 15 de marzo de 2003             | Partido Comunista de China | Han                                                           |                                               |                      | He Chunlin 何椿霖   | IX                  |
| 7   |                                           | Ding Shisun 丁石孙                                                                                           | Li Peng 李鹏         | 16 de marzo de 1998 – 15 de marzo de 2003             | Partido Comunista de China | Han                                                           |                                               |                      | He Chunlin 何椿霖   | IX                  |
| 7   |                                           | Cheng Siwei 成思危                                                                                           | Li Peng 李鹏         | 16 de marzo de 1998 – 15 de marzo de 2003             | Partido Comunista de China | Han                                                           |                                               |                      | He Chunlin 何椿霖   | IX                  |
| 7   |                                           | Xu Jialu 许嘉璐                                                                                              | Li Peng 李鹏         | 16 de marzo de 1998 – 15 de marzo de 2003             | Partido Comunista de China | Han                                                           |                                               |                      | He Chunlin 何椿霖   | IX                  |
| 7   |                                           | Jiang Zhenghua 蒋正华                                                                                        | Li Peng 李鹏         | 16 de marzo de 1998 – 15 de marzo de 2003             | Partido Comunista de China | Han                                                           |                                               |                      | He Chunlin 何椿霖   | IX                  |
| 8   |                                           | | Wu Bangguo 吴邦国    | 15 de marzo de 2003 – 15 de marzo de 2008             | Partido Comunista de China |                                                               | He Luli 何鲁丽                                | Han                  | Sheng Huaren 盛华仁 | X                   |
| 8   |                                           | Ding Shisun 丁石孙                                                                                           | Wu Bangguo 吴邦国    | 15 de marzo de 2003 – 15 de marzo de 2008             | Partido Comunista de China | Han                                                           |                                               |                      | Sheng Huaren 盛华仁 | X                   |
| 8   |                                           | Cheng Siwei 成思危                                                                                           | Wu Bangguo 吴邦国    | 15 de marzo de 2003 – 15 de marzo de 2008             | Partido Comunista de China | Han                                                           |                                               |                      | Sheng Huaren 盛华仁 | X                   |
| 8   |                                           | Xu Jialu 许嘉璐                                                                                              | Wu Bangguo 吴邦国    | 15 de marzo de 2003 – 15 de marzo de 2008             | Partido Comunista de China | Han                                                           |                                               |                      | Sheng Huaren 盛华仁 | X                   |
| 8   |                                           | Jiang Zhenghua 蒋正华                                                                                        | Wu Bangguo 吴邦国    | 15 de marzo de 2003 – 15 de marzo de 2008             | Partido Comunista de China | Han                                                           |                                               |                      | Sheng Huaren 盛华仁 | X                   |
| 8   |                                           | Wang Zhaoguo 王兆国                                                                                          | Wu Bangguo 吴邦国    | 15 de marzo de 2003 – 15 de marzo de 2008             | Partido Comunista de China | Han                                                           |                                               |                      | Sheng Huaren 盛华仁 | X                   |
| 8   |                                           | Li Tieying 李铁映                                                                                            | Wu Bangguo 吴邦国    | 15 de marzo de 2003 – 15 de marzo de 2008             | Partido Comunista de China | Han                                                           |                                               |                      | Sheng Huaren 盛华仁 | X                   |
| 8   |                                           | Ismail Amat ئىسمائىل ئەھمەد 司马义·艾买提                                                                    | Wu Bangguo 吴邦国    | 15 de marzo de 2003 – 15 de marzo de 2008             | Partido Comunista de China | Uigur                                                         |                                               |                      | Sheng Huaren 盛华仁 | X                   |
| 8   |                                           | Gu Xiulian 顾秀莲                                                                                            | Wu Bangguo 吴邦国    | 15 de marzo de 2003 – 15 de marzo de 2008             | Partido Comunista de China | Han                                                           |                                               |                      | Sheng Huaren 盛华仁 | X                   |
| 8   |                                           | Raidi རག་སྡི་ 热地                                                                                             | Wu Bangguo 吴邦国    | 15 de marzo de 2003 – 15 de marzo de 2008             | Partido Comunista de China | Tibetano                                                      |                                               |                      | Sheng Huaren 盛华仁 | X                   |
| 8   |                                           | Sheng Huaren 盛华仁                                                                                          | Wu Bangguo 吴邦国    | 15 de marzo de 2003 – 15 de marzo de 2008             | Partido Comunista de China | Han                                                           |                                               |                      | Sheng Huaren 盛华仁 | X                   |
| 8   |                                           | Lu Yongxiang 路甬祥                                                                                          | Wu Bangguo 吴邦国    | 15 de marzo de 2003 – 15 de marzo de 2008             | Partido Comunista de China | Han                                                           |                                               |                      | Sheng Huaren 盛华仁 | X                   |
| 8   |                                           | Uyunqimg ᠣᠶᠤᠨᠴᠢᠮᠡᠭ 乌云其木格                                                                                | Wu Bangguo 吴邦国    | 15 de marzo de 2003 – 15 de marzo de 2008             | Partido Comunista de China | Mongol                                                        |                                               |                      | Sheng Huaren 盛华仁 | X                   |
| 8   |                                           | Han Qide 韩启德                                                                                              | Wu Bangguo 吴邦国    | 15 de marzo de 2003 – 15 de marzo de 2008             | Partido Comunista de China | Han                                                           |                                               |                      | Sheng Huaren 盛华仁 | X                   |
| 8   |                                           | Fu Tieshan 傅铁山                                                                                            | Wu Bangguo 吴邦国    | 15 de marzo de 2003 – 15 de marzo de 2008             | Partido Comunista de China | Han                                                           |                                               |                      | Sheng Huaren 盛华仁 | X                   |
| 8   | 15 de marzo de 2008 – 14 de marzo de 2013 | | Wu Bangguo 吴邦国    | Wang Zhaoguo 王兆国                                   | Partido Comunista de China | Han                                                           | Li Jianguo 李建国                             | XI                   |                     |                     |
| 8   | 15 de marzo de 2008 – 14 de marzo de 2013 | | Wu Bangguo 吴邦国    | Lu Yongxiang 路甬祥                                   | Partido Comunista de China | Han                                                           | Li Jianguo 李建国                             | XI                   |                     |                     |
| 8   | 15 de marzo de 2008 – 14 de marzo de 2013 | | Wu Bangguo 吴邦国    | Uyunqimg ᠣᠶᠤᠨᠴᠢᠮᠡᠭ 乌云其木格                         | Partido Comunista de China | Mongol                                                        | Li Jianguo 李建国                             | XI                   |                     |                     |
| 8   | 15 de marzo de 2008 – 14 de marzo de 2013 | | Wu Bangguo 吴邦国    | Han Qide 韩启德                                       | Partido Comunista de China | Han                                                           | Li Jianguo 李建国                             | XI                   |                     |                     |
| 8   | 15 de marzo de 2008 – 14 de marzo de 2013 | | Wu Bangguo 吴邦国    | Hua Jianmin 华建敏                                    | Partido Comunista de China | Han                                                           | Li Jianguo 李建国                             | XI                   |                     |                     |
| 8   | 15 de marzo de 2008 – 14 de marzo de 2013 | | Wu Bangguo 吴邦国    | Chen Zhili 陈至立                                     | Partido Comunista de China | Han                                                           | Li Jianguo 李建国                             | XI                   |                     |                     |
| 8   | 15 de marzo de 2008 – 14 de marzo de 2013 | | Wu Bangguo 吴邦国    | Zhou Tienong 周铁农                                   | Partido Comunista de China | Han                                                           | Li Jianguo 李建国                             | XI                   |                     |                     |
| 8   | 15 de marzo de 2008 – 14 de marzo de 2013 | | Wu Bangguo 吴邦国    | Li Jianguo 李建国                                     | Partido Comunista de China | Han                                                           | Li Jianguo 李建国                             | XI                   |                     |                     |
| 8   | 15 de marzo de 2008 – 14 de marzo de 2013 | | Wu Bangguo 吴邦国    | Ismail Tiliwaldi ئىسمائىل تىلىۋالدى 司马义·铁力瓦尔地 | Partido Comunista de China | Uigur                                                         | Li Jianguo 李建国                             | XI                   |                     |                     |
| 8   | 15 de marzo de 2008 – 14 de marzo de 2013 | | Wu Bangguo 吴邦国    | Jiang Shusheng 蒋树声                                 | Partido Comunista de China | Han                                                           | Li Jianguo 李建国                             | XI                   |                     |                     |
| 8   | 15 de marzo de 2008 – 14 de marzo de 2013 | | Wu Bangguo 吴邦国    | Chen Changzhi 陈昌智                                  | Partido Comunista de China | Han                                                           | Li Jianguo 李建国                             | XI                   |                     |                     |
| 8   | 15 de marzo de 2008 – 14 de marzo de 2013 | | Wu Bangguo 吴邦国    | Yan Junqi 严隽琪                                      | Partido Comunista de China | Han                                                           | Li Jianguo 李建国                             | XI                   |                     |                     |
| 8   | 15 de marzo de 2008 – 14 de marzo de 2013 | | Wu Bangguo 吴邦国    | Sang Guowei 桑国卫                                    | Partido Comunista de China | Han                                                           | Li Jianguo 李建国                             | XI                   |                     |                     |
| 9   |                                           | | Zhang Dejiang 张德江 | 14 de marzo de 2013 – 17 de marzo de 2018             | Partido Comunista de China |                                                               | Li Jianguo 李建国                             | Han                  | Wang Chen 王晨      | XII                 |
| 9   |                                           | Chen Changzhi 陈昌智                                                                                         | Zhang Dejiang 张德江 | 14 de marzo de 2013 – 17 de marzo de 2018             | Partido Comunista de China | Han                                                           |                                               |                      | Wang Chen 王晨      | XII                 |
| 9   |                                           | Yan Junqi 严隽琪                                                                                             | Zhang Dejiang 张德江 | 14 de marzo de 2013 – 17 de marzo de 2018             | Partido Comunista de China | Han                                                           |                                               |                      | Wang Chen 王晨      | XII                 |
| 9   |                                           | Wang Shengjun 王胜俊                                                                                         | Zhang Dejiang 张德江 | 14 de marzo de 2013 – 17 de marzo de 2018             | Partido Comunista de China | Han                                                           |                                               |                      | Wang Chen 王晨      | XII                 |
| 9   |                                           | Wang Chen 王晨                                                                                               | Zhang Dejiang 张德江 | 14 de marzo de 2013 – 17 de marzo de 2018             | Partido Comunista de China | Han                                                           |                                               |                      | Wang Chen 王晨      | XII                 |
| 9   |                                           | Shen Yueyue 沈跃跃                                                                                           | Zhang Dejiang 张德江 | 14 de marzo de 2013 – 17 de marzo de 2018             | Partido Comunista de China | Han                                                           |                                               |                      | Wang Chen 王晨      | XII                 |
| 9   |                                           | Ji Bingxuan 吉炳轩                                                                                           | Zhang Dejiang 张德江 | 14 de marzo de 2013 – 17 de marzo de 2018             | Partido Comunista de China | Han                                                           |                                               |                      | Wang Chen 王晨      | XII                 |
| 9   |                                           | Zhang Ping 张平                                                                                              | Zhang Dejiang 张德江 | 14 de marzo de 2013 – 17 de marzo de 2018             | Partido Comunista de China | Han                                                           |                                               |                      | Wang Chen 王晨      | XII                 |
| 9   |                                           | Qiangba Puncog བྱམས་པ་ཕུན་ཚོགས 向巴平措                                                                         | Zhang Dejiang 张德江 | 14 de marzo de 2013 – 17 de marzo de 2018             | Partido Comunista de China | Tibetano                                                      |                                               |                      | Wang Chen 王晨      | XII                 |
| 9   |                                           | Arken Imirbaki 艾力更·依明巴海                                                                               | Zhang Dejiang 张德江 | 14 de marzo de 2013 – 17 de marzo de 2018             | Partido Comunista de China | Uigur                                                         |                                               |                      | Wang Chen 王晨      | XII                 |
| 9   |                                           | Wan Exiang 万鄂湘                                                                                            | Zhang Dejiang 张德江 | 14 de marzo de 2013 – 17 de marzo de 2018             | Partido Comunista de China | Han                                                           |                                               |                      | Wang Chen 王晨      | XII                 |
| 9   |                                           | Zhang Baowen 张宝文                                                                                          | Zhang Dejiang 张德江 | 14 de marzo de 2013 – 17 de marzo de 2018             | Partido Comunista de China | Han                                                           |                                               |                      | Wang Chen 王晨      | XII                 |
| 9   |                                           | Chen Zhu 陈竺                                                                                                | Zhang Dejiang 张德江 | 14 de marzo de 2013 – 17 de marzo de 2018             | Partido Comunista de China | Han                                                           |                                               |                      | Wang Chen 王晨      | XII                 |
| 10  |                                           | | Li Zhanshu 栗战书    | 17 de marzo de 2018 – 10 de marzo de 2023             | Partido Comunista de China |                                                               | Wang Dongming 王东明                          | Han                  | Yang Zhenwu 杨振武  | XIII                |
| 10  |                                           | Ding Zhongli 丁仲礼                                                                                          | Li Zhanshu 栗战书    | 17 de marzo de 2018 – 10 de marzo de 2023             | Partido Comunista de China | Han                                                           |                                               |                      | Yang Zhenwu 杨振武  | XIII                |
| 10  |                                           | Hao Mingjin 郝明金                                                                                           | Li Zhanshu 栗战书    | 17 de marzo de 2018 – 10 de marzo de 2023             | Partido Comunista de China | Han                                                           |                                               |                      | Yang Zhenwu 杨振武  | XIII                |
| 10  |                                           | Cai Dafeng 蔡达峰                                                                                            | Li Zhanshu 栗战书    | 17 de marzo de 2018 – 10 de marzo de 2023             | Partido Comunista de China | Han                                                           |                                               |                      | Yang Zhenwu 杨振武  | XIII                |
| 10  |                                           | Wu Weihua 武维华                                                                                             | Li Zhanshu 栗战书    | 17 de marzo de 2018 – 10 de marzo de 2023             | Partido Comunista de China | Han                                                           |                                               |                      | Yang Zhenwu 杨振武  | XIII                |
| 10  |                                           | Wang Chen 王晨                                                                                               | Li Zhanshu 栗战书    | 17 de marzo de 2018 – 10 de marzo de 2023             | Partido Comunista de China | Han                                                           |                                               |                      | Yang Zhenwu 杨振武  | XIII                |
| 10  |                                           | Shen Yueyue 沈跃跃                                                                                           | Li Zhanshu 栗战书    | 17 de marzo de 2018 – 10 de marzo de 2023             | Partido Comunista de China | Han                                                           |                                               |                      | Yang Zhenwu 杨振武  | XIII                |
| 10  |                                           | Ji Bingxuan 吉炳轩                                                                                           | Li Zhanshu 栗战书    | 17 de marzo de 2018 – 10 de marzo de 2023             | Partido Comunista de China | Han                                                           |                                               |                      | Yang Zhenwu 杨振武  | XIII                |
| 10  |                                           | Arken Imirbaki 艾力更·依明巴海                                                                               | Li Zhanshu 栗战书    | 17 de marzo de 2018 – 10 de marzo de 2023             | Partido Comunista de China | Uigur                                                         |                                               |                      | Yang Zhenwu 杨振武  | XIII                |
| 10  |                                           | Wan Exiang 万鄂湘                                                                                            | Li Zhanshu 栗战书    | 17 de marzo de 2018 – 10 de marzo de 2023             | Partido Comunista de China | Han                                                           |                                               |                      | Yang Zhenwu 杨振武  | XIII                |
| 10  |                                           | Chen Zhu 陈竺                                                                                                | Li Zhanshu 栗战书    | 17 de marzo de 2018 – 10 de marzo de 2023             | Partido Comunista de China | Han                                                           |                                               |                      | Yang Zhenwu 杨振武  | XIII                |
| 10  |                                           | Cao Jianming 曹建明                                                                                          | Li Zhanshu 栗战书    | 17 de marzo de 2018 – 10 de marzo de 2023             | Partido Comunista de China | Han                                                           |                                               |                      | Yang Zhenwu 杨振武  | XIII                |
| 10  |                                           | Zhang Chunxian 张春贤                                                                                        | Li Zhanshu 栗战书    | 17 de marzo de 2018 – 10 de marzo de 2023             | Partido Comunista de China | Han                                                           |                                               |                      | Yang Zhenwu 杨振武  | XIII                |
| 10  |                                           | Padma Choling པདྨ་འཕྲིན་ལས་ 白玛赤林                                                                            | Li Zhanshu 栗战书    | 17 de marzo de 2018 – 10 de marzo de 2023             | Partido Comunista de China | Tibetano                                                      |                                               |                      | Yang Zhenwu 杨振武  | XIII                |
| 11  |                                           | | Zhao Leji 赵乐际     | Desde el 10 de marzo de 2023                          | Partido Comunista de China |                                                               | Li Hongzhong 李鸿忠                           | Han                  | Liu Qi 刘奇         | XIV                 |
| 11  |                                           | Wang Dongming 王东明                                                                                         | Zhao Leji 赵乐际     | Desde el 10 de marzo de 2023                          | Partido Comunista de China | Han                                                           |                                               |                      | Liu Qi 刘奇         | XIV                 |
| 11  |                                           | Xiao Jie 肖捷                                                                                                | Zhao Leji 赵乐际     | Desde el 10 de marzo de 2023                          | Partido Comunista de China | Han                                                           |                                               |                      | Liu Qi 刘奇         | XIV                 |
| 11  |                                           | Zheng Jianbang 郑建邦                                                                                        | Zhao Leji 赵乐际     | Desde el 10 de marzo de 2023                          | Partido Comunista de China | Han                                                           |                                               |                      | Liu Qi 刘奇         | XIV                 |
| 11  |                                           | Ding Zhongli 丁仲礼                                                                                          | Zhao Leji 赵乐际     | Desde el 10 de marzo de 2023                          | Partido Comunista de China | Han                                                           |                                               |                      | Liu Qi 刘奇         | XIV                 |
| 11  |                                           | Hao Mingjin 郝明金                                                                                           | Zhao Leji 赵乐际     | Desde el 10 de marzo de 2023                          | Partido Comunista de China | Han                                                           |                                               |                      | Liu Qi 刘奇         | XIV                 |
| 11  |                                           | Cai Dafeng 蔡达峰                                                                                            | Zhao Leji 赵乐际     | Desde el 10 de marzo de 2023                          | Partido Comunista de China | Han                                                           |                                               |                      | Liu Qi 刘奇         | XIV                 |
| 11  |                                           | He Wei 何维                                                                                                  | Zhao Leji 赵乐际     | Desde el 10 de marzo de 2023                          | Partido Comunista de China | Han                                                           |                                               |                      | Liu Qi 刘奇         | XIV                 |
| 11  |                                           | Wu Weihua 武维华                                                                                             | Zhao Leji 赵乐际     | Desde el 10 de marzo de 2023                          | Partido Comunista de China | Han                                                           |                                               |                      | Liu Qi 刘奇         | XIV                 |
| 11  |                                           | Tie Ning 铁凝                                                                                                | Zhao Leji 赵乐际     | Desde el 10 de marzo de 2023                          | Partido Comunista de China | Han                                                           |                                               |                      | Liu Qi 刘奇         | XIV                 |
| 11  |                                           | Peng Qinghua 彭清华                                                                                          | Zhao Leji 赵乐际     | Desde el 10 de marzo de 2023                          | Partido Comunista de China | Han                                                           |                                               |                      | Liu Qi 刘奇         | XIV                 |
| 11  |                                           | Zhang Qingwei 张庆伟                                                                                         | Zhao Leji 赵乐际     | Desde el 10 de marzo de 2023                          | Partido Comunista de China | Han                                                           |                                               |                      | Liu Qi 刘奇         | XIV                 |
| 11  |                                           | Losang Jamcan བློ་བཟང་རྒྱལ་མཚན 洛桑江村                                                                          | Zhao Leji 赵乐际     | Desde el 10 de marzo de 2023                          | Partido Comunista de China | Tibetano                                                      |                                               |                      | Liu Qi 刘奇         | XIV                 |
| 11  |                                           | Shohrat Zakir شۆھرەت زاكىر 雪克来提·扎克尔                                                                   | Zhao Leji 赵乐际     | Desde el 10 de marzo de 2023                          | Partido Comunista de China | Uigur                                                         |                                               |                      | Liu Qi 刘奇         | XIV                 |